# Северо-Западный университет
Северо-Западный университет (англ. Northwestern University) — частный исследовательский университет, расположенный в северном пригороде Чикаго — городе Эванстон, штат Иллинойс. Входит в список 20 лучших университетов мира и в 10 лучших университетов США. Является одним из старейших университетов в штате Иллинойс. Основан в 1851 году.
В университете учились, преподавали или занимались научно-исследовательской деятельностью 19 Нобелевских лауреата, 38 лауреата Пулитцеровской премии, 6 стипендиата фонда Мак-Артура, 16 стипендиата Родса, 65 членов Американской академии искусств и наук и два судьи Верховного суда США. Находится на 10 месте в мире по размеру целевого фонда университета, который составляет 11.08 млрд долларов.

## История
История создания Северо-Западного университета восходит к встрече 31 мая 1850 года девяти видных чикагских предпринимателей, методистских лидеров и юристов, которые пришли к мысли о создании первого университета в Северо-западной территории. 28 января 1851 года Генеральная ассамблея Иллинойса предоставила хартию для попечителей Северо-Западного университета, что делает его первым созданным университетом в Иллинойсе.
Джон Эванс, в честь которого был назван город Эванстон, купил 379 акров (153 га) земли вдоль озера Мичиган в 1853 году, и Филон Джадсон разработал план для строительства города Эванстона. Первое здание университета (Старый колледж) открылось 5 ноября 1855 года. Для сбора средств на его строительство, Северо-Западный университет продал по $ 100 «Вечных стипендий», дающих право покупателю и его наследникам бесплатно учиться в университете. В 1873 году Эванстонский колледж для дам слился с Северо-Западным университетом, и Фрэнсис Уиллард, которая впоследствии получила известность как суфражистка и как одна из основателей Женского христианского союза, стала первым деканом-женщиной. Уиллард-колледж (1938) назван в её честь. Северо-Западный университет признал своих первых женщин-студентов в 1869 году, и первая женщина окончила университет в 1874 году.
Университет представил свою первую межвузовскую футбольную команду в 1882 году, позже став одним из основателей конференции «Большая десятка». В 1870-х и 1880-х годах Северо-Западный университет присоединился к уже существующим школам права, медицины и стоматологии в Чикаго. Юридическая школа им. Притцкера Северо-Западного университета является старейшей юридической школой в Чикаго. По мере того, как университет увеличивал свои богатства и развивал новые направления, количество учащихся увеличивалось, эти школы были объединены с бакалавриатом в Эванстоне. Результатом стал современный исследовательский университет, объединяющий профессиональные, аспирантские и студенческие программы, которые придавали равный вес преподаванию и исследованиям. Бизнес-школа имени Келлога считается одной из лучших в стране и в мире.
Также университетские исследования проходят в 1500 лабораториях, все из которых доступны и для студентов. При медицинской школе NU работает центр глобальной медицины, который ведет перспективные исследования в более чем двадцати странах мира.

## Структура

### Школы бакалавриата и аспирантуры
Каждая программа из бакалавриатов Северо-Западного университета ожидает от студентов выполнения набора необходимых требований для получения степени бакалавра, будь то степень бакалавра естественных наук, музыки или гуманитарных наук. Студенты имеют возможность выбрать из сотен курсов. Любая специальность состоит из курсовой работы, включает все факультативы, которые студент выбирает, а также предметные курсы в более специализированных школах инженерии, коммуникации, музыки, журналистики, образования и социальной политики. Многие студенты посвящают свои первые два года поиску специальности, которая подходит именно им. Студенты имеют возможность заниматься научными исследованиями, независимо от школы.
Кампус в Эванстоне
- Колледж искусств и наук Вайнберга (1851)
- Школа коммуникации (1878)
- Школа музыки (1895)
- Школа инженерных и прикладных наук (1909)
- Школа журналистики (1921)
- Школа образования и социальной политики (1926)
- Школа профессионального образования (1933)

### Высшее образование
Кампус в Эванстоне
- Школа менеджмента (1908)
- Высшая школа (1910)

Кампус в Чикаго
- Школа медицины (1859)
- Школа права (1859)
- Школа менеджмента (1908)
- Школа профессионального образования (1933)

## Академическая информация

#### Позиции и рейтинг
Северо-Западный университет является крупнейшим университетом в США, в 2013 году сумма финансирования достигла 7,9 миллиардов долларов. В 2010—2011 годах Северо-Западный университет стал одним из самых главных исследовательских университетов в Соединённых Штатах. Университет является членом-основателем конференции «большой десятки» и остаётся единственным частным университетом среди участников конференции. По состоянию на 2018 год Северо-Западный университет занимает 20 позицию в списке лучших университетов мира.

#### Стоимость обучения
Стоимость обучения по состоянию на 2019—2020 учебный год составила $ 78 654, это включает в себя стоимость обучения — $ 56 232, проживания — $ 17 019, учебники — $ 3839, страховка $ 514, и другие расходы — $ 1050. Студенческая финансовая помощь университета основывается на грантах, стипендиях и других программах. Вся финансовая помощь зависит от уровня дохода семьи студентов.

#### Поступление
Северо-Западный университет является одним из самых конкурентных в стране. Согласно официальной статистике университета, в 2018 году, более 40,425 школьников отправили свои заявки на поступление на бакалавриат. По Ранней программе, из 4,049 заявок, было принято 1,072 человека, и процент поступивших составил 25 %. По Общей программе, лишь 2,320 студентов из 36,518 поступило, и таким образом процент поступления составил 6,35 %. Всего, из 40,425 заявок на поступление, было принято лишь 3,392 студента, что составило 8,4 % от общего числа заявок. Это делает университет одним самых сложных учебных заведений для поступления в стране согласно U.S. News, Wall Street Journal, и Times Higher Education.

## Университетские награды
- Премия Неммерса по математике
- Премия Неммерса по экономике

## Известные выпускники
См.: Категория:Выпускники Северо-Западного университета
У университета более 225,000 выпускников по всему миру. Среди них много выдающихся личностей в сфере бизнеса, политики, права, науки, образования, медицины, медиа, и искусства. Среди них, американский сенатор и кандидат в президенты — Джордж Макговерн, лауреат Нобелевской премии по экономике — Джордж Стиглер, лауреат Нобелевской премии по литературе — Сол Беллоу, СОО SpaceX — Гвинн Шотвел, лауреат Пулитцеровской премии — Нед Рорем и многие другие. Университет занимает 8 место в США по количеству выпускников-миллиардеров.
Школа Коммуникаций университета известна большим количеством выдающихся актеров, актрис, сценаристов, директоров и продюсеров. Известными выпускниками в сфере кино и телевидения являются:  Лили Рэйб, Энн-Маргрет, Уоррен Битти, Дэвид Швиммер, Энн Дудек, Зак Брафф, Зоуи Дешанель, Джулия Луи-Дрейфус, Меган Маллалли, Дермот Малруни, Чарлтон Хестон, известный ведущий- Сет Майерс, продюсер сериалов «Стрела», «Люди будущего», «Флэш», «Супергёрл», «Ривердейл» — Грег Берланти, лауреат пяти премий «Эмми», двух «Грэмми» — Стивен Кольбер, и другие. Также, Школу Коммуникаций окончила известная американская актриса — Меган Маркл, ныне известная как Меган, герцогиня Сассекская.
Школу Журналистики имени Д. Медилла окончило множество известных журналистов и политических активистов, среди которых 38 лауреатов Пулитцеровской премии. Писатель-фантаст, автор фантезийного цикла «Песнь Льда и Огня», экранизированного в виде популярного сериала «Игра престолов» — Джордж Мартин, получил степень бакалавра и магистра в Школе журналистики.

## Студенческая жизнь

### Традиции
У студентов есть множество традиций, самая известная из которых — Разукрашивание Камня, который был подарен университету выпускниками 1902 года. Также, в университете организуется самый большой в стране студенческий благотворительный Танцевальный марафон, который длится около 30-ти часов. Благодаря марафону, студентам удалось собрать более 13 миллионов долларов на благотворительность.
Другой известной традицией является Крик, он проводится ежегодно, в 9:00 часов вечера, перед началом экзаменов. Студенты открывают окна, или собираются во дворах и кричат.

## Спортивные программы
Все спортивные команды Северо-Западного университета называются «Уайлдкэтс» и выступают в конференции Big Ten. Университет поддерживает 19 спортивных дисциплин — 8 мужских и 11 женских. Университетская команда по американскому футболу проводит домашние матчи на «Райан-филде»; баскетбольная команда, борцы и волейбольные команды играют в «Уэлш-Райан-арена».
С 2005 по 2009 год женская команда университета по лакроссу завоёвывала пять чемпионских титулов NCAA подряд, не проигрывала ни одного матча в сезонах 2005 и 2009 годов, а также завоевала ещё два чемпионских титула в 2011 и 2012 годах. Мужская баскетбольная команда становилась национальным чемпионом по версии Helms Athletic Foundation в 1931 году.
Команда по американскому футболу с 1936 года 73 раз включалась в десятку лучших команд по версии AP и восемь раз становилась чемпионом конференции Big Ten. С 1979 по 1982 год команда 34 игры подряд проигрывала матчи, установив антирекорд первого дивизиона NCAA. С 1949 по 1996 год «Уайлдкэтс» ни разу не участвовали в боульных играх и лишь в 1996 году команда попала в Роуз Боул.